# Raorchestes annandalii
Raorchestes annandalii é uma espécie de anfíbio da família Rhacophoridae.
Pode ser encontrada nos seguintes países: Índia, Nepal, e possivelmente Bangladesh, Butão, China e Myanmar.
Os seus habitats naturais são: regiões subtropicais ou tropicais húmidas de alta altitude e matagal tropical ou subtropical de alta altitude.